# Polyrhachis guerini
Polyrhachis guerini é uma espécie de formiga do gênero Polyrhachis, pertencente à subfamília Formicinae.